# Liste der Eigenproduktionen von Crunchyroll

Logo der Crunchyroll Originals

Diese Liste der Eigenproduktionen von Crunchyroll (auch als Crunchyroll Originals bezeichnet) enthält eine Auswahl an Serien und Filmen des US-Video-on-Demand-Anbieters Crunchyroll, die von ihm seit dem Jahr 2014 produziert oder coproduziert wurden bzw. werden.

## Anime-Serien
- 2014–2015: I Can't Understand What My Husband Is Saying
- 2015: Danchigai
- 2015: Komori-san Can't Decline
- 2015: Magical Somera-chan
- 2015: My Wife is the Student Council President
- 2015: The Testament of Sister New Devil
- 2016: Active Raid
- 2016: Kiznaiver
- 2016: Magical Girl Raising Project
- 2016: Miss Bernard Said
- 2016–2017: Nambaka
- 2016: Nyanbo!
- 2016: Ojisan & Marshmallow
- 2016: Ooya-san wa Shishunki!
- 2016: Shelter
- 2016–2019: Shonen Ashibe - GO! GO! Goma-chan
- 2016: Space Patrol Luluco
- 2016: The High School Life of a Fudanshi
- 2017: Anne-Happy
- 2017: A Centaur's Life
- 2017: Chain Chronicle: Haecceitas no Hikari
- 2017: Classroom of the Elite
- 2017: Dies Irae
- 2017: Idol Incidents
- 2017: Junji Ito Collection
- 2017–2019: Kemono Friends
- 2017: Kinos Reise: Die wunderschöne Welt
- 2017: Love Tyrant
- 2017: Masamune-kun's Revenge
- 2017: Minami Kamakura High School Girls Cycling Club
- 2017: Piacevole
- 2017: Recovery of an MMO Junkie
- 2017: Restaurant to Another World
- 2017: The Ancient Magus' Bride
- 2017: The Reflection
- 2017: Urahara
- 2018: A Place Further Than the Universe
- 2018: Citrus
- 2018: Crossing Time
- 2018: Holmes of Kyoto
- 2018: How to Keep a Mummy
- 2018: Island
- 2018: Junji Ito Collection
- 2018: Katana Maidens
- 2018: Laid-Back Camp
- 2018: Magical Girl Ore
- 2018: Michiri Neko
- 2018: Ms. Koizumi Loves Ramen Noodles
- 2018: RErideD: Derrida
- 2018: Senran Kagura: Shinovi Master
- 2018: The Master of Ragnarok & Blesser of Einherjar
- seit 2019: Dr. Stone
- seit 2019: The Rising of the Shield Hero
- 2019: Black Fox
- 2019: Girly Air Force
- 2019: Hakata Mentai! Pirikarako-chan
- 2019: Somali and the Forest Spirit
- 2020: A Destructive God Sits Next to Me
- seit 2020 In/Spectre
- 2020: Tower of God
- 2020: Detective Woodpecker's Office
- 2020: The God of High School
- 2020: Noblesse
- 2020: TONIKAWA: Fly Me to the Moon
- 2020: Onyx Equinox
- 2020: Meiji Gekken: Sword & Gun
- 2020: FreakAngels
- 2020: High Guardian Spice
- 2021: Ex-Arm
- 2021: Dr. Ramune -Mysterious Disease Specialist-
- 2021: So I'm a Spider, So What?
- 2021: Fena: Pirate Princess
- 2021: Katana Maidens – Tomoshibi
- 2022: Shenmue: The Animation
- seit 2024: Meiji Gekken: 1874

## Live-Action-Serien
- 2017–2018: Anime Crimes Division
- seit 2021: Blade Runner: Black Lotus

## Filme
- 2017: Children of Ether

## Dokumentationen
- 2015: He Was Anime (NFL's Mike Daniels)
- 2019: Fan Chronicles: A Crunchyroll Documentary Series
- 2024: Bones 25: Dreaming Forward

## Shows
- seit 2017: Crunchyroll Anime Awards